# شهرستان ایروین (جورجیا)
شهرستان ایروین، جورجیا (به انگلیسی: Irwin County, Georgia) یک سکونتگاه مسکونی در ایالات متحده آمریکا است که در جورجیا واقع شده‌است.